# Hymenoptychis sordida
Hymenoptychis sordida is een vlinder uit de familie van de grasmotten (Crambidae), uit de onderfamilie van de Spilomelinae. De wetenschappelijke naam van deze soort is voor het eerst voorgesteld door Philipp Christoph Zeller in een publicatie uit 1852.

## Verspreiding
De soort komt voor in de Verenigde Arabische Emiraten, Tanzania, Mozambique, Zuid-Afrika, de Seychellen, Madagaskar, India, Sri Lanka, Bangladesh, Myanmar, Maleisië (Sarawak), Australië, Fiji en de Marshalleilanden.

## Waardplanten
De rups leeft op Avicennia marina (Acanthaceae).